# Barygenys
A Barygenys a kétéltűek (Amphibia) osztályába, valamint a békák (Anura) rendjébe és a szűkszájúbéka-félék (Microhylidae) családjába tartozó nem.

## Rendszerezés
A nembe az alábbi fajok tartoznak:
- Barygenys apodasta Kraus, 2013
- Barygenys atra (Günther, 1896)
- Barygenys cheesmanae Parker, 1936
- Barygenys exsul Zweifel, 1963
- Barygenys flavigularis Zweifel, 1972
- Barygenys maculata Menzies & Tyler, 1977
- Barygenys nana Zweifel, 1972
- Barygenys parvula Zweifel, 1981
- Barygenys resima Kraus, 2013